# Иванов, Модест Александрович
Модест Александрович Ивано́в (2 октября (14 октября) 1849 — 17 (30) апреля 1909) — петербургский архитектор, академик архитектуры Императорской Академии художеств.

## Биография
Ученик Академии художеств с 1868 г. Трижды получал серебряные медали: две в 1871 году и одну — в 1874 году за «проект театра». В 1877 году получил звание классного художника 3 степени с правом на чин XIV класса, в 1882 году — звание классного художника 2 степени за проект «пассажирского здания конечной станции железной дороги», а в 1883 году — звание классного художника 1 степени.
В 1887 году получил звание академика архитектуры за проект «театра на 2000 человек в столичном городе на открытой площади».
Служил архитектором Управления высших военных учебных заведений, а также в техническом кабинете (техническо-строительном комитете) МВД. Строил и ремонтировал здания кадетских корпусов, преподавал во 2-м кадетском корпусе. Многие его постройки и созданные им интерьеры не сохранились из-за более поздних перестроек и ремонтов.
Большую известность архитектору принесли его работы по оформлению интерьеров во многих домах Петербурга, реконструкции и перестройки различных зданий: Торговая ул., 19, Дворцовая наб., 12, наб. Мойки, 12 (дом Волконских), Невский пр., 56 (на его месте впоследствии был построен Елисеевский магазин) и др. По проектам М. А. Иванова были построены несколько дач на Каменном острове и в Колпино.
Среди самых значительных построек архитектора называют дом Красного Креста и дом Главного инженерного управления (Инженерная улица, 9 и 13), построенные им в 1870—1880 годах совместно с военным инженером Д. В. Покотиловым. В соавторстве с ним же Иванов построил дом штаба гвардии на Миллионной ул., 38. В составе большой группы архитекторов и инженеров М. А. Иванов участвовал в проектировании и строительстве здания Офицерского собрания на Литейном проспекте.
В 1888—1890 годах Модест Александрович руководил первой научной реставрацией Меншиковского дворца.
В 1897—1900 годах значится архитектором «Санкт-Петербургского городского общества взаимнаго от огня страхования».
С 1897 года владел двумя домами на Петроградской стороне на Большой Гребецкой улице (дома 61 и 63), в одном из которых жил. В 1901—1902 гг архитектор продал оба своих участка и переселился в пригородный район «Лесной», где снимал дом на Алексеевской ул., 5. В 1904 году он вернулся на Петроградскую сторону, снова выкупив дом 63 по Большой Гребецкой улице, где и жил вплоть до 1909 года.
Похоронен на Никольском кладбище Александро-Невской Лавры. На могиле установлен гранитный крест на постаменте.

## Семья
- жена — Иванова Антонина Яковлевна (? — 21 апреля (4 мая) 1909)[1]
- дети — Вера (1894—1898), Сергей (1884—1899)[1]

## Проекты и постройки
- 1881 — Дом И. А. Гагарина — Дом Голубева (Миллионная ул., 32 / наб. Зимней канавки, 6): перестройка, изменение фасадов[14]
- 1885—1886 — Церковь Космы и Дамиана при лейб-гвардии Саперном батальоне (Кирочная улица): пробивка новых окон и изменение положения алтаря[15]
- 1888—1889 — Церковь прпп. Сергия и Германа Валаамских при Кадетском корпусе Императора Александра II (на третьем этаже здания б. топографического училища; Итальянская улица, д. 12)[16]
- 1889—1890 — Церковь вмч. Георгия Победоносца при Генеральном и Главном штабе (в здании Главного штаба): расширение и перестройка[17]
- 1892—1893 — переоборудование зданий Ново-Знаменской усадьбы под психиатрическую больницу на 1500 мест[18]
- 1894—1895 — Церковь Покрова Пресвятой Богородицы при Военно-фельдшерской школе (ул. Академика Лебедева, д. 4; дворовый флигель)[19]
- 1896—1897 — Церковь Знамения Честного Креста при Ново-Знаменской больнице для душевнобольных[18]